# Списак ликова серије Синђелићи

Главне улоге у серији "Синђелићи" тумаче Воја Брајовић као Сретен Синђелић, Ванеса Радман ("Узеше се"), Снежана Богдановић ("Одгајање деце" - "Љубавна прича") и Бранка Пујић (сезоне 4− ) као Добрила Синђелић, Борис Комненић као Јездимир Синђелић, Милена Дравић као госпођа Ксенија (сезоне 1-3), Горан Радаковић као Федор Ристић, Бранко Цвејић као Момчило Синђелић (сезона 2), Милица Михајловић као Николина Ристић (сезона 2−4), Вучић Перовић као Методије Синђелић (сезона 2−4), Бранкица Себастијановић као Ева Стоименов (сезона 2−4), Светлана Бојковић као госпођа Лидија (сезона 2), Даница Максимовић као тетка Даница (сезона 4), Лука Рацо као Ненад Ристић (сезоне 4− ), Драгана Мићаловић као Касија Тркуља (сезоне 4− ), Јелена Косара као Тереза Стоименов (сезоне 4− ), Милош Кланшчек као Гојко Синђелић (сезоне 4− ), Немања Павловић као Коља Синђелић (сезоне 4− ), Анета Томашевић као Јефимија Синђелић (сезона 5), Михаела Стаменковић као Светлана Ристић (сезона 5) и Сека Саблић као госпођа Дивна (сезона 5).

## Ликови

### Главни
| Лик               | Глумац                  | Сезоне   | Сезоне   | Сезоне   | Сезоне   | Сезоне |
| Лик               | Глумац                  | 1        | 2        | 3        | 4        | 5      |
| ----------------- | ----------------------- | -------- | -------- | -------- | -------- | ------ |
| Сретен Синђелић   | Воја Брајовић           | Главни   | Главни   | Главни   | Главни   | Главни |
| Добрила Синђелић  | Ванеса Радман           | Главни   |          |          |          |        |
| Добрила Синђелић  | Снежана Богдановић      | Главни   | Главни   | Главни   |          |        |
| Добрила Синђелић  | Бранка Пујић            |          |          |          | Главни   | Главни |
| Јездимир Синђелић | Борис Комненић          | Главни   | Главни   | Главни   | Главни   | Главни |
| Госпођа Ксенија   | Милена Дравић           | Главни   | Главни   | Главни   |          |        |
| Федор Ристић      | Горан Радаковић         | Главни   | Главни   | Главни   | Главни   | Главни |
| Момчило Синђелић  | Бранко Цвејић           |          | Главни   |          |          |        |
| Николина Ристић   | Милица Михајловић       | Епизодни | Главни   | Главни   | Главни   |        |
| Методије Синђелић | Вучић Перовић           | Епизодни | Главни   | Главни   | Главни   |        |
| Ева Стоименов     | Бранкица Себастијановић | Епизодни | Главни   | Главни   | Главни   |        |
| Госпођа Лидија    | Светлана Бојковић       |          | Главни   |          |          |        |
| Тетка Даница      | Даница Максимовић       |          |          |          | Главни   |        |
| Ненад Ристић      | Лука Рацо               | Епизодни | Епизодни | Епизодни | Главни   | Главни |
| Касија Тркуља     | Јована Гавриловић       |          | Епизодни |          |          |        |
| Касија Тркуља     | Драгана Мићаловић       |          |          | Епизодни | Главни   | Главни |
| Тереза Стоименов  | Јелена Косара           | Епизодни | Епизодни | Епизодни | Главни   | Главни |
| Гојко Синђелић    | Милош Кланшчек          | Епизодни | Епизодни | Епизодни | Главни   | Главни |
| Коља Синђелић     | Немања Павловић         | Епизодни | Епизодни | Епизодни | Главни   | Главни |
| Јефимија Синђелић | Анета Томашевић         |          |          | Епизодни | Епизодни | Главни |
| Светлана Ристић   | Милена Предић           |          |          |          | Епизодни |        |
| Светлана Ристић   | Михаела Стаменковић     |          |          |          |          | Главни |
| Госпођа Дивна     | Сека Саблић             |          |          |          |          | Главни |

#### Сретен Синђелић
Сретен "Срета" Синђелић (Воја Брајовић) је власник кафане "Сокаче" и награђивани "краљ кобасица". Сретен је тренер локалног фудбалског клуба "Синђелић". Између осталих играчи су и његов син Методије и Федоров син Ненад. 
Након смрти супруге, са којом је добио синове Методија, Гојка и Кољу, принуђен је да се сам стара о њима тројици. На почетку серије се жени Лилом, својом љубави из средње школе која има две ћерке из првог брака. 
Сретен има два брата, Јездимира и Момчила. 
У првој сезони, Сретен је преживео камен у бубрегу, а у другој инфаркт. Сретен је за Лилиног пријатеља Џона мислио да јој је љубавник, што је била и ситуација са Џоновим бартом близанцем у 4. сезони када је био гост у кући Синђелића.
Такође, у 4. сезони Сретен је сломио ногу у спаваћој соби, али Лила никада није открила како се то десило и Сретен је био неко време у болници, а касније је пуштен кући и додељена му је штака да се неко време помаже њоме у току кретања. Док је користио штаку морао је да спава на кревету у дневној соби.

#### Добрила Синђелић
Добрила "Лила" Синђелић (Ванеса Радман/Снежана Богдановић/Бранка Пујић) је Сретенова љубав из младости. Била је удата за Горана Стоименова, успешног пословног човека из младости у Новом Саду. Из првог брака Лила има ћерке Еву и Терезу. Лила има мајку Ксенију и тетку Лидију.
Лила је професорка српског језика у основној школи у коју иду Гојко, Коља и Тереза и тамо је разредна Гојку и Терези.
У току друге сезоне Лилин бивши муж је морао на операцију у Америку и Лила је отишла са њим. Пред крај сезоне Лила се вратила из Америка и са собом је повела свог пријатеља Џона кога је упознала док је била тамо. У 4. сезони код Синђелића долази Џонов брат близанац Пол и Језда одмах проваљује да Пол није хомосексуалац као Џон. Пре него што је отишао из кућа Синђелића у хотел, Пол је покушао да пољуби Лилу, али га је она одбила.
Лилу је у првој епизоди глумила Ванеса Радман, али је због несугласица напустила серију и заменила ју је Снежана Богдановић, а онда је на почетку четврте сезоне Снежану Богдановић у истој улози заменила Бранка Пујић.

#### Јездимир Синђелић
Јездимир "Језда" Синђелић (Борис Комненић) је Сретенов млађи брат и сувласник породичне кафане "Сокаче". Језда је члан управног одбора локалног клуба "Синђелић". Он је преке нарави, али му је срце на правом место. 
Иако су сви из Сретенове приче мислили да је њихов Сретенов и његов брат богат, Језда је једини знао праву истину да Момчило, у ствари, није богат. Разгледнице које је Момчило слао је, у ствари, Језда слао да би створио привид о Момчиловом богатству.
У току 3. сезоне Језда започиње везу са наставницом веронауке Јефимијом која је Лилина колегиница. Та веза се замало завршила када је на наговор конобара Дарета Језда лажирао да је инвалид да би извукао новац од Јефимијиног осигурања. У 4. сезони Јездина и Јефимијина веза напредује и Јефимија упознаје Језду са својом мајком Анђелијом којој се Језда од почетка није свиђао, али су морали да превазиђу несугласице због Јефимије. 
Током 4. сезоне Језда проси Јефимију и њих двоје се на крају венчавају. У браку су имали неких мањих проблема које су брзо решили.
Језда је крајње посесиван према брату Сретену.

#### Госпођа Ксенија
Госпођа Ксенија (Милена Дравић) је Лилина мајка. Она више времена проводи у кући Синђелића него у својој. Своју ћерку не испушта из вида и прати је у стопу и покушава да контролише њен живот. 
У току 1. сезоне Сретен је открио да неко краде новац из куће, а Лила је касније открила да ју је поткрадала Ксенија јер јој је новац био потребан да врати коцкарске дугове. 
На почетку 2. сезоне Ксенија одлази на крстарење и доводи своју сестру Лидију да је замени. Ксенија се вратила у Београд пред крај исте сезоне.
На почетку 3. сезоне Ксенија поново одлази на крстарење и доводи своју другарицу из младости, бака Јагоду, да је замени. Ксенија се тренутно још није вратила са тог крстарења. 
Ксенија је у вечитом рату са Сретеновим братом Јездом.

#### Федор Ристић
Федор "Феки" Ристић (Горан Радаковић) је Сретенов и Јездин најбољи друг. Он има жену Николину и сина Ненада. Федоров шурак је Андреј, први директор школе у коју иду Гојко, Тереза и Коља. Федор је по занимању аутомеханичар и има аутомеханичарску радњу. 
У току 2. сезоне је било неких комичних ситуација које су задесиле Федора. Нпр. прво је мислио да не може да име децу и да је Ненад у ствари Сретенов син, а онда је мислио да има сиду. 
Федор је наговорио Језду да каже Методију, који је у току 3. сезоне био у вези са Евом, да му је она права сестра, али је Језда касније признао да је то била лаж. Мало раније у сезони Федор је мислио да је видео марсовце, али нико му није веровао. Следеће ноћи је повео са собом Језду и видели су их заједно. Федор је после разговора са марсовцем мислио да следи смак света, а у ствари ту је снимана нека реклама са људима у костимима марсоваца.
Федор је скоро за сваку годишњицу брака Николини куповао секси доњи веш.
У току 4. сезоне Федоров отац Федор старији упознаје породицу са својом новом партнерком, Немицом Утом. Федор, на Јездино уверавање, верује да Ута само хоће паре Федора старијег и говори то оцу који се са њим посвађа, али се касније мире.

#### Момчило Синђелић
Момчило "Раша" Синђелић (Бранко Цвејић) је Сретенов и Јездин старији брат који се вратио из иностранства да би посетио породицу. Раша је коцкар и преварант. Све разгледнице које је он слао је у ствари слао Језда. 
Раша је био кратко у вези са Лилином тетком Лидијом и на крају јој је узео новац, прекинуо ту везу и отишао. 
Раша је био организовао коцкање у кафани и на коцкању је између осталих био и Федор. У току коцкања Раша му је све узео, али када је Николина дошла сутрадан у кафану Федор није имао храбрости да јој каже шта је учинио, а онда му је Раша пришао и вратио све оно што му је узео (кључ од кола и папире од куће) под изговором да их је Федор "заборавио".
У току боравка код Сретена Раша је био повредио ногу па је морао да се вози у инвалидским колицима.

#### Николина Ристић
Николина "Ники" Ристић  (Милица Михајловић) је Федорова жена. Николина је Лилина најбоља другарица. Након Андрејеве оставке на место директора школе Николина га је наследила. Пре тога Николина је предавала српски језик. 
У току 1. сезоне је откривено да је Сретен пре Лиле био у вези са Николином. Када је Лила то открила, хтела је да је да је туче. Николина се закључала у свој ауто, а Лила јој је штиклом од ципеле разбила фар на колима. Касније су се њих две помириле.
Николина је умало открила да је Методије у вези са професорком Виолетом Копицл која предаје српски. Када год нека професорка из неког разлога не може да дође у школу, Николина је мења. 
Током 4. сезоне, Николина се развела од Федора и отишла из Београда.

#### Методије Синђелић
Методије "Метод" Синђелић (Вучић Перовић) је Сретенов најстарији син. Методије иде у трећи разред гимназије и игра фудбал у локалном клубу "Синђелић". Он је музички надарен и покушава да оствари своју музичку каријеру. 
У току 1. сезоне Методије се заљубио у Еву, али је она била тада у вези са својим дечком Драшком. 
У 2. сезони је Методије био у вези са својом професорком српског, Виолетом Копицл. На крају сезоне она је отишла у Нови Сад, а њега је оставила на пумпи и тамо га је Сретен покупио. 
У 3. сезони Методије и Ева признају да воле једно друго и започињу везу, која је неко време била прекинута због Јездине лажи. Када му је Језда рекао да је то била лаж, Методије је пожурио да се нађе са Евом на аутобуској станици и да крену заједно аутобусом на Златибор, али је минут-два закаснио и она је отишла сама. Он је после отишао на Златибор, али ју је тамо нашао у хотелу на базену са Драшком. Тужан се вратио у Београд. Касније у току сезоне њих двоје се мире, али поново раскидају јер је Методије мислио да га је Ева преварила са Ненадом јер су пијани заспали на каучу у дневној соби. На крају сезоне Методије се поново помирио са Евом.
У 4. сезони Методије почиње да планира да запроси Еву и у томе га другови подржавају. Методије одлази у Нови Сад са Ристом, Шонетом и Касијом и тамо у једном кафићу даје Еви прстен и говори јој да узме времена колико хоће да размисли о понуди. Како га Ева није звала неколико дана Риста му говори да је време да се забави са Лилином другарицом Софијом која је дошла на неко време код њих у госте. Методије то и уради, али веза се брзо завршава. Ева се касније враћа у Београд и њих двоје славе момачко и девојачко вече, а Методија друштво шаље у други град, али Драшко лукаво шаље Методија, заједно са Јездом и Мартом у Ниш и касније се увлачи Еви у кревет где га откривају Тереза, Даница, Ана и Лила и истерају. Методије успева да дође у цркву на венчање и тамо пита Еву да ли хоће да се не уда за њега. Након пристанка њих двоје седају у аутобус за Нови Сад и одлазе, међутим након свађе се он враћа у Београд.
Током једног излета Ева му говори да је добила стипендију за студирање у Тулузу и њих двоје одлазе тамо. На крају 4. сезоне су се јавили видео везом и рекли породици да чекају дете.
На почетку 5. сезоне, Методије је телефоном обавестио породицу да је Ева родила девојчицу.

#### Ева Стоименов
Ева Стоименов (Бранкица Себастијановић) је Лилина старија ћерка из првог брака. Она иде са Методијем у трећи разред гимназије. Воли поезију. Била је у вези са Драшком, музичарем из Ниша, али су раскинули. Методијев друг Ненад, кога зову Риста, је неколико пута покушао да је смува, али није успео.
Касније се заљубила у Методије и била је љубоморна што је он у био у вези са Виолетом. Када је Методије раскинуо са Виолетом њих двоје су коначно започели везу. Пред крај 2. сезоне у њен и Методијев разред долази нова ученица Касија и она постаје Евина најбоља другарица.
У 3. сезони Ева и Методије на кратко прекидају због Јездине лажи. Ева у том међувремену проналази утеху у новопридошлом Новаку и њих двоје бивају у вези неко време све док се она није помирила са Методијем и њихова веза се наставља све до једне вечери када су она и Риста пијани заспали на каучу у дневној соби у кући Синђелића. Касније Методије забуном поверује да је Ева трудна са Ристом и то исприча Касији која ошамари Ристу, а он га потом набоде песницом у главу. Ева и Касија касније успевају да се помире са Методијем, односно Ристом.
У 4. сезони Методије проси Еву и она пристане да се не уда за њега и њих двоје одлазе аутобусом у Нови Сад на медени месец. Ева је неко време била у Новом Саду са Методијем, све док се нису посвађали и онда се Методије вратио у Београд. Касније током сезоне Методије са Ристом, Касијом, Шонетом и Еленом одлази на излет где као изненађење долази и Ева. Она открива како је добила стипендију у како ће студирати у Тулузу. 
Њих двоје касније одлазе у Тулуз. На крају 4. сезоне су се јавили видео везом и рекли породици да чекају дете.
На почетку 5. сезоне, Методије је телефоном обавестио породицу да је Ева родила девојчицу.

#### Госпођа Лидија
Госпођа Лидија (Светлана Бојковић) је Ксенијина сестра и Лилина тетка која је дошла у кућу Синђелића да би мењала Ксенију која је отишла на крстарење. 
Лидија је неко време била у вези са Рашом, али су раскинули кад је он отишао из Београда. Покушала је да пронађе утеху у Језди али није могла.
Њен разлог одласка на крају 2. је то што је по Ксенијиним речима отишла у Рим.

#### Госпођа Даница
Даница "Дени" (Даница Максимовић) је Ксенијина и Лидијина сестра и Лилин друга тетка. 
Даница се удавала и разводила три пута. Језда је, као и Ксенију и Лидију, нимало не воли и стално је завитлава. Даница је светска жена. У епизоди "У предвечерје венчања (2. део)" је споменула да је неко време живела у Тел Авиву. Када су почеле припреме за Евино и Методијево венчање, она и Језда су се стално такмичили ко ће бити бољи организатор венчања.
У истој епизоди Даница је мобилним разговарала са трећом Лилином тетком Маром која живи у Бања Луци, а Мара је Еви честитала венчање преко мобилног.
Кад год је неко назове правим именом она га опомене да је зове "Дени".

#### Ненад Ристић
Ненад "Риста" Ристић (Лука Рацо) је Федоров и Николинин син. Од милоште га сви зову "Риста" иако му је право име Ненад. Риста је Методијев најбољи друг са којим иде у разред. 
Током 1. и 2. сезоне Риста је константно покушавао да смува Ево, али му никако није полазило за Руком. У 1. сезони је замолио Гојка да му ископира део Евиног дневника да види шта Ева воли, али му је Гојко подвалио лажњак, па је Риста испао комплетна будала пред Евом.
У 2. сезони, када је Методије био у вези са Виолетом, због чега је Ева стално била љубоморна, она се окренула ка Ристи да би пркосила Методију. У истој сезони Риста се, после једне ноћи када су он и Ева случајно заспали у кући Синђелића, нашалио да није користио кондом.
У 3. сезони Риста улази у озбиљну везу са Касијом, али та идила се квари када Касија умисли да се њему свиђа Ева, па их напија због чега су Риста и Ева заспали на кревету у кући Синђелића. За то се убрзо прочуло, па је Касије оставила њега, а Методије Еву. Касније је Методије погрешно протумачио Сретенов и Јездин разговор да је Ева трудна па је настао још већи разлаз Касије и њега са Ристом и Евом. У последњој епизоди 3. сезоне Касија и Методије су "спавали" и онда су били квит са Ристом и Евом. Након тога парови су се измирили.
У 4. сезони је Риста покушао да помогне Шонету да освоји Евину сестру од тетке Ану која се заљубила у Новака, па је направио неколико глупости због којих се касније извинио Ани.

#### Касија Тркуља
Касија Тркуља (Јована Гавриловић/Драгана Мићаловић) је Евина најбоља другарица. Касија је у Евино одељење дошла у епизоди "Конобар или конобарица". 
Током њеног првог појављивања види се да баш и не воли да иде у школу. Прво што је урадила када је дошла у одељење је тражила да иде у "ВЦ" и кад је наставница пустила она је то искористила и позвала је полицију и рекла да је у школи подметнута бомба.
На почетку 3. сезоне Касија се знатно променила и почела је да редовно иде на часове и скоро увек је са Евом. Током 3. сезоне почела је да се забавља са Ристом. Касија је са својим бившим дечком раскинула јер је открила да је вара. Пред крај сезоне Касија и Риста су раскинули јер је и она као и Методије мислила да је Риста спавао са Евом, па су она и Методије у претпоследњој епизоди "спавали" да би били квит са Евом и Ристом. Касија и Риста су се после помирили.
У току 4. сезоне, када је Ристин деда Федор старији дошао са својом новом партнерком Утом која је Ристи почела да се свиђа, Касија почиње да преиспитује Ристину верност и одлази са њим на саветовање код Косте, али се убрзо цео проблем решава.
Касијин отац, Рајко Тркуља (Драган Мићаловић), је инспектор полиције и он баш нешто не воли Ристу. По његовим речима сви "такви" заврше код њега, али у 4. сезони прихвата Ристу. 
Лик Касије је уведен у серију да би и Ева имала некога с ким би се дружила, пошто Методије има Ристу као најбољег друга. Разлог промене глумице на почетку 3. сезоне није објашњен.

#### Тереза Стоименов
Тереза Стоименов (Јелена Косара) је Лилина млађа ћерка и Евина млађа сестра.
Тереза иде заједно са Гојком у пети разред основне школе. Она је помало уображена "мала принцеза", али успева да се уклопи у ново окружење. Терезина најбоља другарица је Ваца, сестра Гојковог најбољег друга Дебе. У току треће сезоне њих две су се посвађале због једног дечка, али јој се Тереза извинила у току једног гостовања у једној емисији и помириле су се. 
Када је Тереза избачена из бенда у којем је била са Гојком, Давидом и Дебом због једне песме коју није хтела да пева, Ваца јој је рекла да мора да натера Гојка да се заљуби у неког. Када је Тереза питала у кога, Ваца је одговорила у њу-Терезу. Тереза започиње "завођење", али се убрзо између ње и Гојка јавља нешто више.
У 4. сезони Тереза постаје свесна да се свиђа Гојку и пар пута га је суочила са том провером, али Гојко није хтео да призна да му се свиђа. У епизоди "Брачни бродолом на помолу" је Тереза Гојку рекла да зна због кога у ствари он хоће да иде на екскурзију и успела је да га наговори да каже о коме се ради.
Три пута су покушали да се пољубе, али их је увек неко прекинуо. Први пут су их прекинули Деба и Давид на крају концерта на крају 3. сезоне, други пут домар у школском тоалету, а трећи пут тетка Даница и Коља у Гојковој соби. 
Након низа перипетија, њих двоје коначно улазе у везу.

#### Гојко Синђелић
Гојко Синђелић (Милош Кланшчек) је Сретенов средњи син. 
Гојко иде у пети разред основне школе. Он је дете због којег се родитељи стиде да иду на родитељске састанке. Гојко је школски скандал-мајстор и наћи ће себи равног када у исто одељење дође Тереза, Лилина млађа ћерка. Гојко и Тереза су стално били у свађи и једно другом су правили зврчке. Гојко се баш не сећа своје мајке, јер је био мали када је умрла. 
На крају 3. сезоне Гојко је, можда, почео да осећа нешто према Терези.
У 4. сезони Гојко почиње све више да осећа љубомору према Павлу што је све јачи знак да се њему Тереза свиђа. Федор га је суочио са тим проблемом, али Гојко није то хтео да призна. Чак му је и Тереза пар пута дала до знања да зна шта он осећа према њој, али он није ни тад хтео да призна. О његовој љубомори према Павлу су Деба и Давид постали свесни на крају 3. сезоне, а то им се све јасно потврдило на журци у школској сали за физичко када је Гојко кренуо да спречи Терезу да попије коктел у који је сипао лаксатив, а који је био намењен Павлу.
Након низа перипетија током 4. сезоне Гојко и Тереза су започели своју везу.
По Сретеновим речима Гојко "више личи на Сопраноса него на Синђелића".

#### Коља Синђелић
Коља Синђелић (Немања Павловић) је Сретенов најмлађи син. По сопственим речима Коља је хтео да буде на Сретеновом првом венчању, али није стигао да се роди. Коља је сувише мали да би разумео шта се око њега догађа и коментарише догађаје из погледа детета. 
У 2. сезони Коља добија улогу у једној представи, али није хтео никоме да каже то. За представу се спремао са својом другарицом Саром, која му се свиђала. Кољина улога је била дадиља принцезе коју је играла Сара, а када је Сретен једном приликом видео Кољу како вежба за улогу пред огледалом, мислио је да се Коља намерно облачи у женску одећу јер би хтео да је женско. Убрзо се цела ствар разрешила.
У 3. сезони Коља у кућу доводи куцу Лакицу која мало прави проблеме, па Сретен предлаже да Лакицу одведу на село, а Коља се томе оштро противи понашајући се као Гојко. На крају су се он и Сретен споразумно договорили да дресирају Лакицу, која је после те сезоне престала да се појављује на исти начин на који се први пут појавила - изненада. 

### Епизодни
Породица Синђелић
- госпођа Милена: Бранка Петрић - Мајка Сретенова покојне жене (сезона 3)
- Ана: Јелена Ракочевић - Лилина сестричина (сезона 4)
- Максим: Предраг Смиљковић - Лилин зет (сезона 4)
- Марко Матероци: Душан Момчиловић - Рашин син (сезона 4)
- Никола Синђелић: Александар Вучковић - Рашин син (сезона 4)

Породица Ристић
- Андреј "Андра": Бранислав Лечић - Николинин брат (сезона 1)
- Федор Ристић ст.: Тома Курузовић - Федоров отац (сезона 4)
- Данко: Бане Јевтић[г]/Михајло Лаптошевић - Јефимијин брат и Светланин супруг (сезоне 4- )

Пријатељи
- Петар "Деба" Лазаревић: Алекса Јовановић[д]/Лука Цмиљанић - Гојков најбољи друг и Вацин брат
- Весна "Ваца" Лазаревић: Теодора Илић - Терезина најбоља другарица и Дебина сестра
- Небојша "Шоне" Лазић: Владимир Вучковић - Медотијев и Ристин најбољи друг
- Новак Милошевић: Стефан Радоњић - Методијев, Ристин и Шонетов друг (сезоне 3- )
- Елена Рогић: Нина Нешковић - Касијина другарица (сезоне 4- )
- Давид: Виктор Јовић - Гојков и Дебин друг (сезоне 4- )

Запослени у школи
- Коста: Борис Пинговић - школски психолог
- Евдокија: Душанка Стојановић - наставница веронауке (сезона 1)
- Гвозден "Ван Дам": Слободан Бештић - наставник физичког (сезона 2)
- Виолета Копицл: Јелена Гавриловић - наставница српског језика (сезона 2)
- Параскева: Владица Милосављевић - наставница веронауке (сезона 2)
- Гвозден Шкоро: Милан Пајић - школски психолог (сезона 4)

Конобари
- Пантелија "Панта": Бранко Јанковић (сезона 1)
- Гане: Срђан Ивановић (сезона 2)
- Дарко "Даре": Душан Матејић (сезона 3)
- Роки: Ђорђе Стојковић[ђ]/Немања Јаничић (сезоне 4- )

## Напомена
1. ↑  Ванеса Радман је глумила Добрилу само у првој епизоди.
2. ↑  Снежана Богдановић је заменила Ванесу Радман од друге епизоде.
3. ↑  Бранка Пујић је заменила Снежану Богдановић од четврте сезоне.
4. ↑  Бане Јевтић је глумио Данка само у четвртој сезони.
5. ↑  Алекса Јовановић је глумио Дебу само у првој епизоди.
6. ↑  Ђорђе Стојковић је глумио Рокија само у последње четвртој сезони.